# 본토파
본토파(本土派, Localist camp)는 중국정부에 반대 (친설립파) 할뿐만 아니라, 홍콩의 민주화 (민주파)를 넘어 홍콩의 독립 혹은 민족주의를 꾀하려는 세력들을 말한다.

## 같이 보기
- 민주파
- 친설립파